# Tomopterna natalensis
Espèce
Synonymes
- Pyxicephalus natalensis Smith, 1849
- Pyxicephalus pondoensis Power, 1935

Statut de conservation UICN

 LC  : Préoccupation mineure
Tomopterna natalensis est une espèce d'amphibiens de la famille des Pyxicephalidae.

## Répartition
Cette espèce se rencontre au Zimbabwe, en Afrique du Sud, dans le sud du Mozambique, dans le nord du Botswana, au Lesotho et au Swaziland, jusqu'à 2 000 m d'altitude.

## Étymologie
Son nom d'espèce, composé de natal et du suffixe latin -ensis, « qui vit dans, qui habite », lui a été donné en référence au lieu de sa découverte, la ville de Durban en Afrique du Sud, anciennement nommée Port-Natal.

## Publication originale
- Smith, 1849 : Illustrations of the zoology of South Africa, consisting chiefly of figures and descriptions of the objects of natural history collected during an expedition into the interior of South Africa, in the years 1834, 1835, and 1836; fitted out by "The Cape of Good Hope Association for Exploring Central Africa" : together with a summary of African zoology, and an inquiry into the geographical ranges of species in that quarter of the globe, vol. 3, Appendix.